# Agapanthia kindermanni
Agapanthia kindermanni är en skalbaggsart som beskrevs av Maurice Pic 1905. Agapanthia kindermanni ingår i släktet Agapanthia och familjen långhorningar. Inga underarter finns listade i Catalogue of Life.